# أرواح عارية (مسلسل)
أرواح عارية مسلسل سوري يتناول مجموعة من القضايا الاجتماعية منطلقا من الأسرة بوصفها الخلية الأساسية المنتجة للعلاقات الاجتماعية والمسؤولة عن مراقبة وإعادة صياغة مجموعة المعايير والقيم.
ويحاول هذا العمل كسر بعض الأعراف الدرامية التي كرست مفاهيم الأب القدوة والابن الضال والزوج الخائن والزوجة المخلصة والأم الحنون والعزباء اللعوب كثنائيات ثابتة تضمن للمشاهدين عدم خوض الدراما في الممنوعات والمحرمات فتعطيهم الأمان كي يتابعوها.
أما حكاية المسلسل، كما يرويها مشتغلوه، فتبدأ من حادثة اكتشاف الزوج سامر (الممثل عبد المنعم عمايري) لخيانة زوجته ربى له، ثم هربها من بيته.
بحبكة وتسلسل درامي متقن وبنفس الوقت خفيف ظل ومرح تلتقي زوجته في الليلة ذاتها بصلاح (قصي خولي)، الحلاق الشهم نموذج ابن الحارة الشعبية، الذي يمد لها يد العون، لكنه رغم هذه الأخلاق لا يمتنع عن التفكير بها كغنيمة حرب رمى بها ضجر الحياة الزوجية في أحضانه، فتعوضه غياب الأنثى وتكفيه البحث عن علاقة عابرة هنا وعلاقة عابرة هناك.
لكن ربى (الممثلة سلافة معمار) تبدو منيعة عليه، رافضة أن تقدم له أي خدمات لقاء خدمته، فيعجب بموقفها هذا، لكنه في الوقت ذاته يشكك في جديته فيختبره ليكتشف أن عندها ما تعطيه له أكثر بكثير من مجرد علاقة عابرة، إذ تثير شخصيتها فضوله بقدر ما تثير رغباته، فيبدأ بالتقرب منها مستطلعا تفاصيلها لا كامرأة خائنة وإنما كإنسانة.
وشيئا فشيئا يجد نفسه، وقد وقع في حبها، يعاني من صراع مرير بين رغبته بالارتباط بها وخوفه من مثل هذا الارتباط، ليحسم أمره أخيرا مقررا الزواج منها، لكنها تختفي بشكل مفاجئ تاركة اياه لخيبته، فتتغلب أفكاره على عواطفه، ويطلق عليها حكمه النهائي بأنها مجرد امرأة خائنة.
في هذه الأثناء يظهر الزوج سامر وقد غرق في مستنقع الاضطراب والشكوك، وتقض مضجعه الرغبة بالانتقام من زوجته دون الاضطرار لدفع ثمن هذا الانتقام، وتثير سخطه صورته المنعكسة في المجتمع كزوج مخدوع، لنتعرف من خلاله على البيئة التي تدور فيها أحداث العمل ونكتشف الكم الهائل من التناقضات الأخلاقية التي قد تدفع المجتمع برمته إلى الهاوية.
وفي وقت يعتبر البعض ان الجرأة في تناول موضوع الخيانة الزوجية في «أرواح عارية» لم تكن ممكنة لولا أن الدراما التركية فتحت الطريق واسعا بجرأتها في تناول امور كهذه. من إخراج: الليث حجو.

## الممثلون
- قصي خولي
- سلافة معمار
- عبد المنعم عمايري
- جهاد سعد
- نادين تحسين بك
- خالد القيش
- ميسون أبو أسعد
- عامر علي
- محمد قنوع
- نجلاء الخمري
- يامن حجلي
- شادي مقرش
- نادين خوري
- فراس نعناع
- دانا مارديني
- مصطفى سعد الدين
- ديمة قندلفت